# Saint-Pierre-des-Nids
Saint-Pierre-des-Nids és un municipi francès situat al departament de Mayenne i a la regió de País del Loira. L'any 2007 tenia 1.936 habitants.

## Demografia

### Població
El 2007 la població de fet de Saint-Pierre-des-Nids era de 1.936 persones. Hi havia 812 famílies de les quals 234 eren unipersonals (111 homes vivint sols i 123 dones vivint soles), 287 parelles sense fills, 254 parelles amb fills i 37 famílies monoparentals amb fills.
La població ha evolucionat segons el següent gràfic:
Habitants censats

### Habitatges
El 2007 hi havia 1.015 habitatges, 821 eren l'habitatge principal de la família, 106 eren segones residències i 88 estaven desocupats. 963 eren cases i 49 eren apartaments. Dels 821 habitatges principals, 582 estaven ocupats pels seus propietaris, 226 estaven llogats i ocupats pels llogaters i 12 estaven cedits a títol gratuït; 15 tenien una cambra, 99 en tenien dues, 169 en tenien tres, 219 en tenien quatre i 318 en tenien cinc o més. 566 habitatges disposaven pel capbaix d'una plaça de pàrquing. A 368 habitatges hi havia un automòbil i a 347 n'hi havia dos o més.

### Piràmide de població
La piràmide de població per edats i sexe el 2009 era:
| Homes | Edats   | Dones |
| ----- | ------- | ----- |
| 0     | 95 o +  | 0     |
| 4     | 90 a 94 | 8     |
| 8     | 85 a 89 | 24    |
| 16    | 80 a 84 | 20    |
| 36    | 75 a 79 | 48    |
| 40    | 70 a 74 | 76    |
| 68    | 65 a 69 | 56    |
| 52    | 60 a 64 | 48    |
| 36    | 55 a 59 | 52    |
| 68    | 50 a 54 | 28    |
| 64    | 45 a 49 | 72    |
| 52    | 40 a 44 | 44    |
| 68    | 35 a 39 | 48    |
| 72    | 30 a 34 | 72    |
| 20    | 25 a 29 | 48    |
| 36    | 20 a 24 | 24    |
| 40    | 15 a 19 | 44    |
| 36    | 10 a 14 | 52    |
| 56    | 5 a 9   | 36    |
| 36    | 0 a 4   | 64    |

## Economia
El 2007 la població en edat de treballar era de 1.122 persones, 862 eren actives i 260 eren inactives. De les 862 persones actives 782 estaven ocupades (423 homes i 359 dones) i 80 estaven aturades (35 homes i 45 dones). De les 260 persones inactives 115 estaven jubilades, 75 estaven estudiant i 70 estaven classificades com a «altres inactius».

### Ingressos
El 2009 a Saint-Pierre-des-Nids hi havia 827 unitats fiscals que integraven 1.906,5 persones, la mediana anual d'ingressos fiscals per persona era de 16.593 €.

### Activitats econòmiques
Dels 87 establiments que hi havia el 2007, 1 era d'una empresa extractiva, 2 d'empreses alimentàries, 1 d'una empresa de fabricació de material elèctric, 4 d'empreses de fabricació d'altres productes industrials, 17 d'empreses de construcció, 25 d'empreses de comerç i reparació d'automòbils, 4 d'empreses de transport, 3 d'empreses d'hostatgeria i restauració, 4 d'empreses financeres, 2 d'empreses immobiliàries, 9 d'empreses de serveis, 9 d'entitats de l'administració pública i 6 d'empreses classificades com a «altres activitats de serveis».
Dels 33 establiments de servei als particulars que hi havia el 2009, 1 era una oficina de correu, 4 oficines bancàries, 3 tallers de reparació d'automòbils i de material agrícola, 1 autoescola, 5 paletes, 3 guixaires pintors, 4 fusteries, 3 lampisteries, 1 electricista, 2 perruqueries, 2 veterinaris, 2 restaurants, 1 agència immobiliària i 1 saló de bellesa.
Dels 11 establiments comercials que hi havia el 2009, 1 era una botiga de més de 120 m², 2 fleques, 2 carnisseries, 1 una llibreria, 1 una botiga d'equipament de la llar, 1 una botiga de material esportiu i 3 floristeries.
L'any 2000 a Saint-Pierre-des-Nids hi havia 94 explotacions agrícoles que ocupaven un total de 2.380 hectàrees.

## Equipaments sanitaris i escolars
El 2009 hi havia 1 farmàcia i 1 ambulància.
El 2009 hi havia una escola elemental.

## Poblacions més properes
El següent diagrama mostra les poblacions més properes.